# 傑西·德基辛
傑西·德基辛（Jesse Dirkhising，1986年5月24日—1999年9月26日）是被兩個男同性戀者施虐和強暴致死的13歲男孩。他受虐後不久死亡。主流媒體對這宗案件缺乏報導，引起了爭論，傳統派評論員和媒體組織指由於犯人是同性戀者，媒體刻意低調處理。

## 被害
1999年9月26日，阿肯色州羅傑斯的警察接到報案電話，到38歲男子大衛·卡彭特家中，找到住在鄰近地區普雷里格羅夫的傑西·德基辛。德基辛被綁在床墊上。現場還有一個22歲男子喬舒亞·布朗。警察判定德基辛在數小時內被多次強暴。
德基辛的足踝、膝、手腕被人用寬膠帶縛著，口被塞住，雙眼被他的內衣蒙上。一條大手帕把他固定起來，也用來塞著他的口。他被注射了鎮靜劑。他被發現後，送往醫院不久死亡，表面死因是體位性窒息。口供上有更多德基辛被害的詳情。

## 影響
根據阿肯色州警方記錄的口供，布朗自稱是卡彭特的愛人，他在德基辛死前至少兩個月，已參與性騷擾德基辛。
2001年3月，布朗被判一級謀殺和強姦罪名成立，處以終身監禁。2003年9月阿肯色州最高法院駁回上訴，維持原判。2001年4月，卡彭特承認類似控罪，也被判處終身監禁。卡彭特隨後在霍士新聞台稱，布朗是唯一要為強姦和殺人負責的人，而布朗稱卡彭特是指使者。

### 指責偏頗報導
傳統派評論員的討論焦點，落在媒體對這案件和馬修·謝巴德被殺案在處理上的差異。
1999年10月22日，華盛頓時報刊登一則標題為〈媒體濾去阿肯色州男孩虐死案〉(Media tune out torture death of Arkansas boy.)的報導，比較兩案媒體報導程度的差異。文中引述一個經常批評媒體中自由主義偏見的監察組織媒體研究中心(Media Research Center)媒體研究主任蒂姆·格雷厄姆稱：「沒有人想說任何關於同性戀者的負面消息。沒有人想被看到站錯立場。」媒體研究中心主任布倫特·博澤爾指責媒體刻意禁制報導。
這個主題也被其他評論員採用。評論員比爾·奧賴利寫道： 
這問題既明顯又殘酷。如果懷俄明州拉勒米一個男同性戀者馬修·謝巴德被兩名醉酒兇徒殺死是國家新聞和可憎罪行，為何一名13歲男孩傑西·德基辛被殺害的新聞，卻沒有被同樣地報導？在阿肯色州小鎮羅傑斯，傑西被一個男同性戀者虐待，雞姦，最後被殺死，另一個男同性戀者在旁觀看整個過程。但全國性的媒體卻無視這宗罪行。對於認為仇恨犯罪被特定利益團體所利用，向公眾強行灌輸思想的人們，這觸發了他們的憤怒。兩名殺害謝巴德的男子已被判罪，而且很可能在監獄中度過餘生。但兩個涉嫌參與殺害德基辛的男子現在仍等候審訊，到開審時，你甚至可能不會聽到消息。
這案和謝巴德案的最顯著分別，在於謀殺謝巴德的人是出於憎恨，男童的姦殺是性犯罪。這事令人噁心、喪心病狂——可料想到是性變態犯的消遣……謝巴德的死不是由於普通不過的性犯罪，而是由於偏見。本質上說，謝巴德被私刑殺害：帶離酒吧，被毆打，丟下等死，因為他是被抹黑的「他人」，被社會接受為可虐待的對象．但德基辛只是一對變態者平常的「他人」。當虐童很不幸地不是大新聞，私刑卻仍然是。
謝巴德被殺後一個月，Nexis記錄了3007則關於他被殺的報導。德基辛被殺後一個月，Nexis只記錄了46則。2007年Google搜尋馬修·謝巴德，有1 560 000個結果，相比搜尋傑西·德基辛，只有15 800個結果。

## 外部連結
- The Affidavit in the Jesse Dirkhising Case （页面存档备份，存于） Parental Discretion Advised
- Media Coverage Criticism
- The tragic story of Jesse Dirkhising - WND
- Traditional Values Coalition Article on the conviction of the murderers of Dirkhising
- Editorial on the impact of the murder on homosexual culture （页面存档备份，存于）
- The Dirkhising Case: An Obligation to Youth
- "Not a hate crime", by Joseph Farah, WorldNetDaily.com